# 日裔南非人
日裔南非人，是指生活在南非的日本人或有日本人血統的南非居民，他們多數生活在約翰內斯堡和其他大城市。

## 歷史
日本人移民到南非是在20世紀60年代早期，當時日本已是世界經濟大國，因此南非種族隔離當局授予他們榮譽白人名號。
日本人是非白人但也被授予特殊權限，給了日本人幾乎所有白人同樣的權利和特權（除投票權，以及被免除徵兵），但在種族隔離政策結束日裔移民人口開始減少。

## 教育
南非只有一所日本人學校，即位於約翰內斯堡的約翰內斯堡日僑學校。

## 媒體
「開普敦新聞」供在南非的日本人得悉日本的新聞。